# 理查茲 (密蘇里州)
理查茲（英語：Richards）是位於美國密蘇里州弗農縣的村。

## 人口
根據2020年美國人口普查的數據，理查茲的面積為0.70平方千米，皆為陸地。當地共有人口43人，而人口密度為每平方千米61人。